# Плакас

Плакас на карте штата.

Плакас (порт. Placas) — муниципалитет в Бразилии, входит в штат Пара. Составная часть мезорегиона Байшу-Амазонас. Входит в экономико-статистический микрорегион Сантарен. Население составляет  23 934 человек на 2010 год. Занимает площадь 7173,194 км². Плотность населения — 3,34 чел./км².
Праздник города — 26 сентября.

## История
Город основан 26 сентября 1997 года.

## Демография
Согласно сведениям, собранным в ходе переписи 2010 г. Национальным институтом географии и статистики (IBGE), население муниципалитета составляет:
| Полное население                               | Полное население                               | Полное население                               | Полное население                               | 23 934 |
| ---------------------------------------------- | ---------------------------------------------- | ---------------------------------------------- | ---------------------------------------------- | ------ |
| в том числе:                                   | Городское население                            | 4854                                           | Процент городского населения, %                | 20,28  |
|                                                | Сельское население                             | 19 080                                         | Процент сельского населения, %                 | 79,72  |
|                                                | Мужское население                              | 12 568                                         | Процент мужского населения, %                  | 52,51  |
|                                                | Женское население                              | 11 366                                         | Процент женского населения, %                  | 47,49  |
| Плотность населения, чел/км²                   | Плотность населения, чел/км²                   | Плотность населения, чел/км²                   | Плотность населения, чел/км²                   | 3,34   |
| Население муниципалитета в % к населению штата | Население муниципалитета в % к населению штата | Население муниципалитета в % к населению штата | Население муниципалитета в % к населению штата | 0,32   |

По данным оценки 2015 года население муниципалитета составляет 28 533 жителя.

## Статистика
- Валовой внутренний продукт на 2003 год составляет 81 070 414,00 реалов (данные: Бразильский институт географии и статистики).
- Валовой внутренний продукт на душу населения на 2003 год составляет 5554,29 реалов (данные: Бразильский институт географии и статистики).
- Индекс развития человеческого потенциала на 2000 год составляет 0,690 (данные: Программа развития ООН).

## Важнейшие населенные пункты
| № | Населённый пункт | Населённый пункт (порт.) | Категория | Население чел. (2010) | На карте                       |
| - | ---------------- | ------------------------ | --------- | --------------------- | ------------------------------ |
| 1 | Плакас           | Placas                   | город     | 4854                  | 3°52′03″ ю. ш. 54°12′57″ з. д. |
| 2 | Нову-Параису     | Novo Paraíso             | поселок   | 932                   | 3°43′28″ ю. ш. 54°49′12″ з. д. |
| 3 | Апаресида        | Aparecida                | поселок   | 782                   | 3°55′01″ ю. ш. 54°33′44″ з. д. |